# Transport kolejowy w Gwinei Równikowej
Transport kolejowy w Gwinei Równikowej – zlikwidowany system transportu szynowego w Gwinei Równikowej. Obecnie Gwinea Równikowa jest państwem pozbawionym transportu kolejowego.

## Historia
Gwinea Równikowa, dawniej kolonia Hiszpanii, znana jako Gwinea Hiszpańska składa się z dwóch części: kontynentalnej (Mbini) oraz wyspy Bioko (dawniej Fernando Po). Stolica, Santa Isabel (obecnie Malabo) znajdowała się na wyspie Fernando Po.
Pod koniec XIX lub na początku XX wieku na Fernando Po pojawiło się kilka krótkich, wąskotorowych kolei leśnych o rozstawie szyn 600 mm. Wykorzystywały one wagony napędzane ręcznie. Zostały one w dużej części zastąpione w 1913 przez linię kolei parowej Ferrocarril de San Carlos o tym samym rozstawie szyn, biegnącą mniej więcej na południowy zachód od Santa Isabel, na odcinku około 17 km, do miejscowości Basupu. Kilometrowy odcinek biegnący na północ od stacji w centrum Santa Isabel (od Plaza de España, obecnie Plaza de la Independencia, do portu) zawierał odcinek zębaty systemu Abta. Linia nigdy nie została przedłużona do celu zawartego w nazwie, czyli miejscowości San Carlos (obecna Luba), około 40 km na południe od Santa Isabel. Nie stała się też częścią planowanej, 160-kilometrowej sieci obejmującej całą wyspę Bioko. Linia do portu z sekcją zębatą została zamknięta w 1926. Odcinek do Basupu zakończył działalność w 1931 (przez cały okres funkcjonowania był niezbyt rentowny).
Na obszarach Rio Muni (Mbini), czyli w części kontynentalnej funkcjonowało co najmniej trzynaście kolei leśnych o rozstawie 600 lub 1000 mm i długości od około 5 do 60 kilometrów. Część z nich dysponowała trakcja parową. Pierwszą z nich otwarto w 1922. Ostatnia została zamknięta w 1963.